# 今市駅
今市駅（いまいちえき）は、栃木県日光市平ケ崎にある、東日本旅客鉄道（JR東日本）日光線の駅である。

## 歴史
- 1890年（明治23年）6月1日：開業[2]。
- 1949年（昭和24年）12月26日：今市地震により被災。翌年に駅舎改築。
- 1980年（昭和55年）10月1日：貨物取扱廃止[2]。
- 1984年（昭和59年）2月1日：荷物扱い廃止[2]。
- 1987年（昭和62年）4月1日：国鉄分割民営化により、東日本旅客鉄道の駅となる[2]。
- 2008年（平成20年）3月15日：東京近郊区間拡大により、ICカード「Suica」の利用が可能となる[3]。
- 2013年（平成25年）11月5日：駅舎改築のため、仮駅舎へ移転。
- 2014年（平成26年）
  - 2月28日：みどりの窓口の営業を終了。
  - 3月1日：指定席券売機稼動開始。
  - 3月14日：新駅舎の供用を開始[4]。
- 2018年（平成30年）4月1日：「本物の出会い 栃木」ディスティネーションキャンペーンの一環として発車メロディが期間限定で船村徹作曲の「王将」に変更[5]。

## 駅構造
島式ホーム1面2線の地上駅。駅舎は2014年に建て替えられたものである。日光駅管理、JR東日本ステーションサービス受託の業務委託駅で、簡易Suica改札機設置駅。指定席券売機が設置されている。

### のりば
| 番線 | 路線    | 方向 | 行先             | 備考      |
| ---- | ------- | ---- | ---------------- | --------- |
| 1    | ■日光線 | 上り | 鹿沼・宇都宮方面 |           |
| 2    | ■日光線 | 下り | 日光方面         | 一部1番線 |

（出典：JR東日本:駅構内図）
1番線を上下主本線とした一線スルーとなっている。

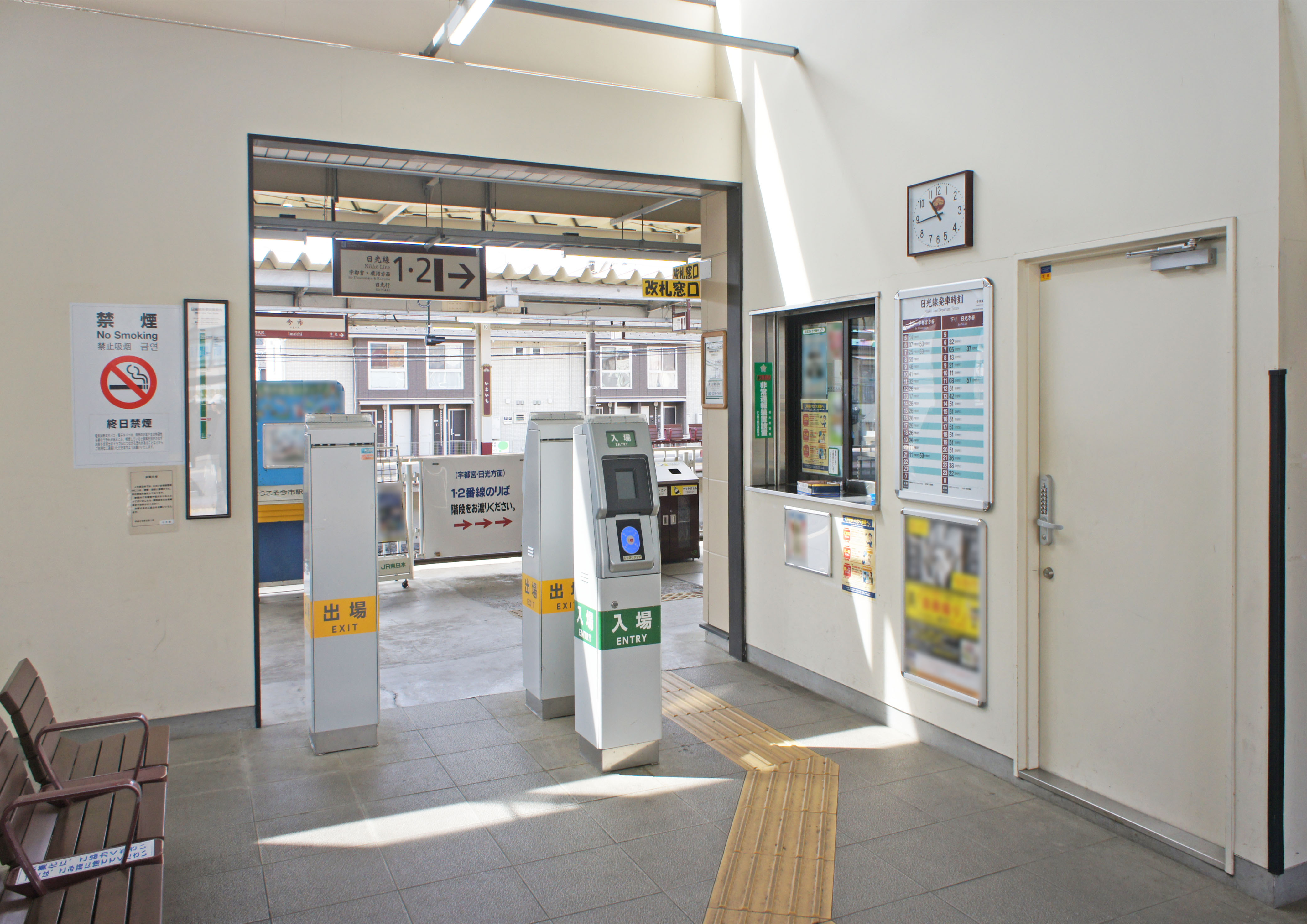
改札口（2022年3月）
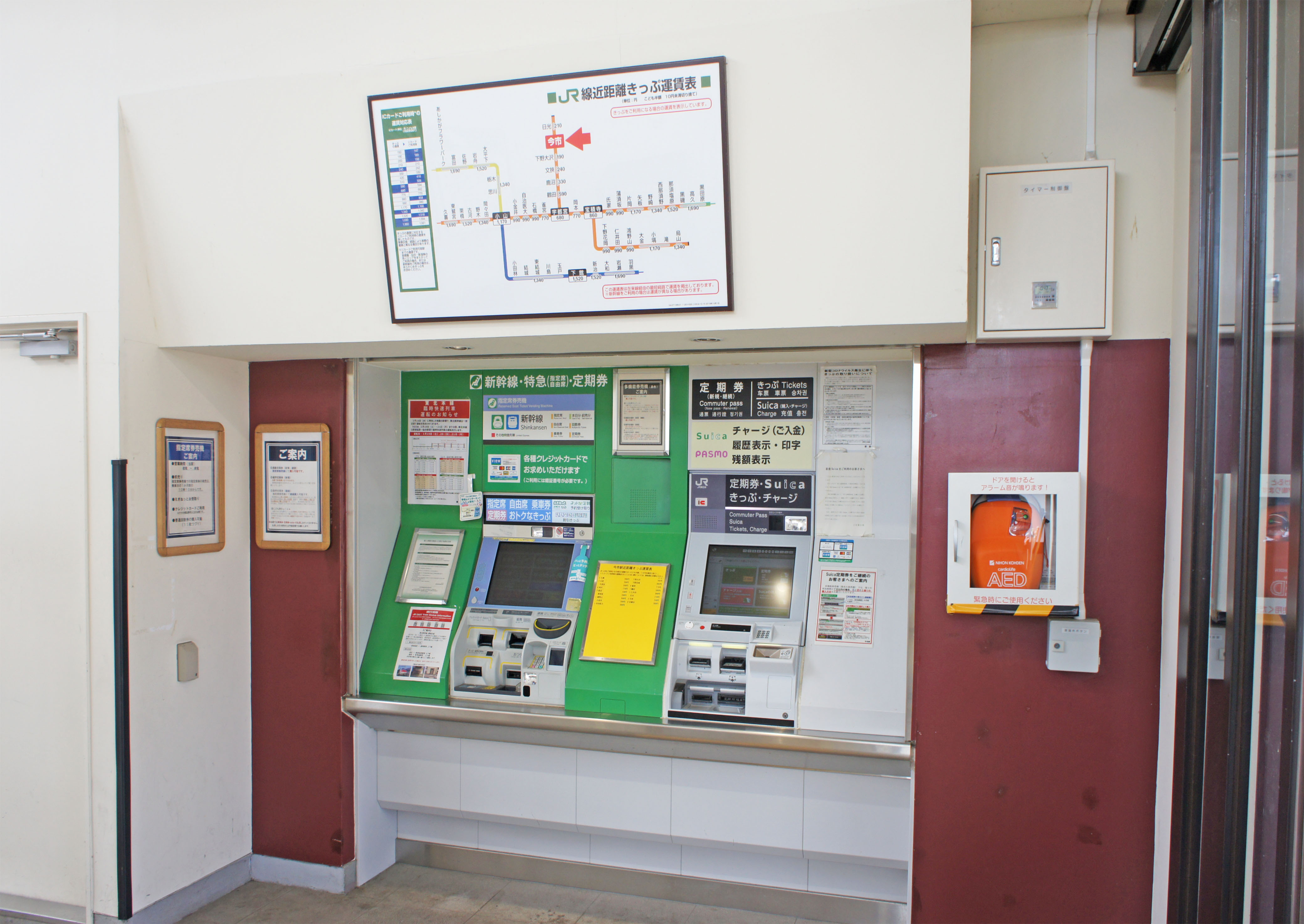
券売機（2022年3月）
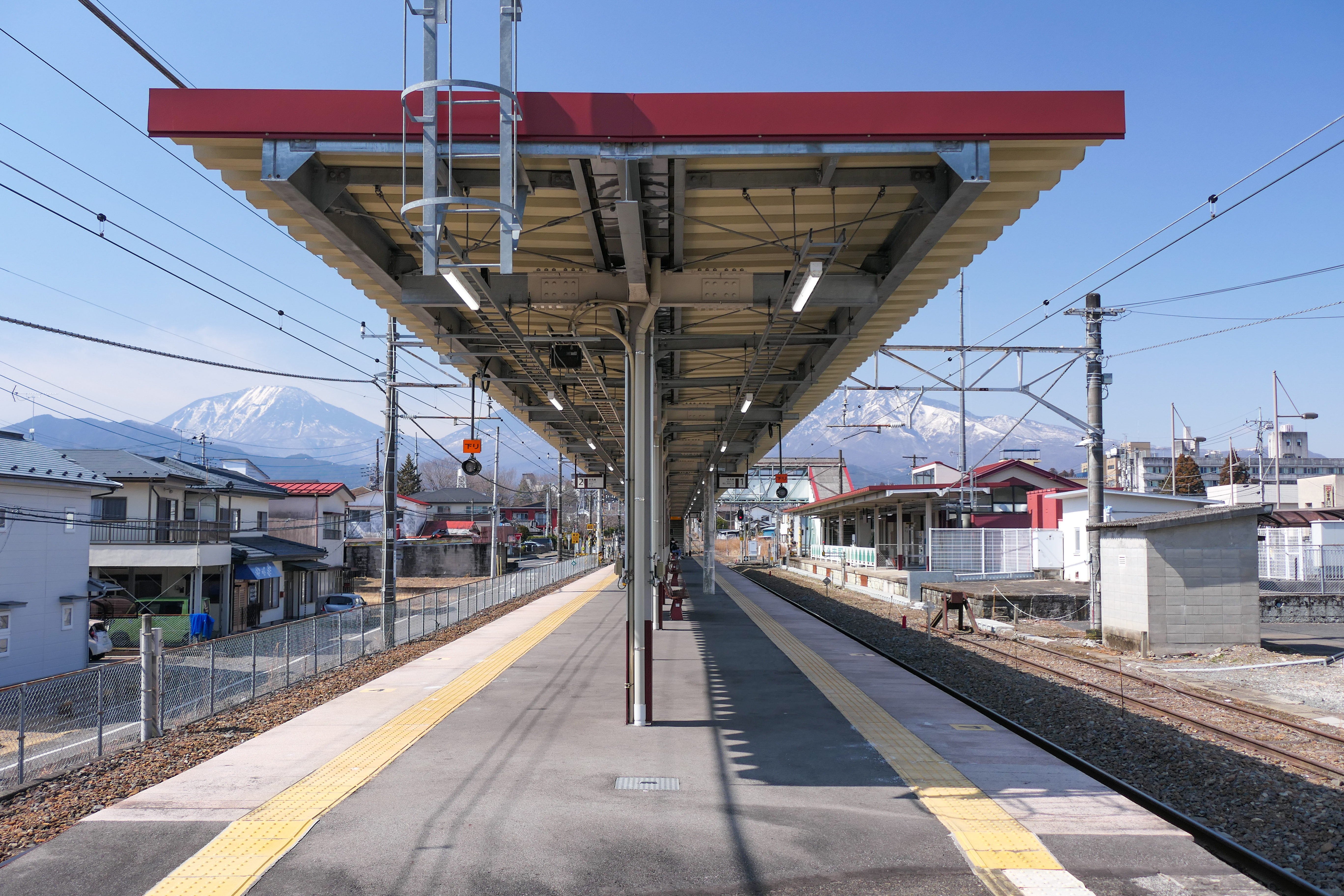
ホーム（2022年3月）
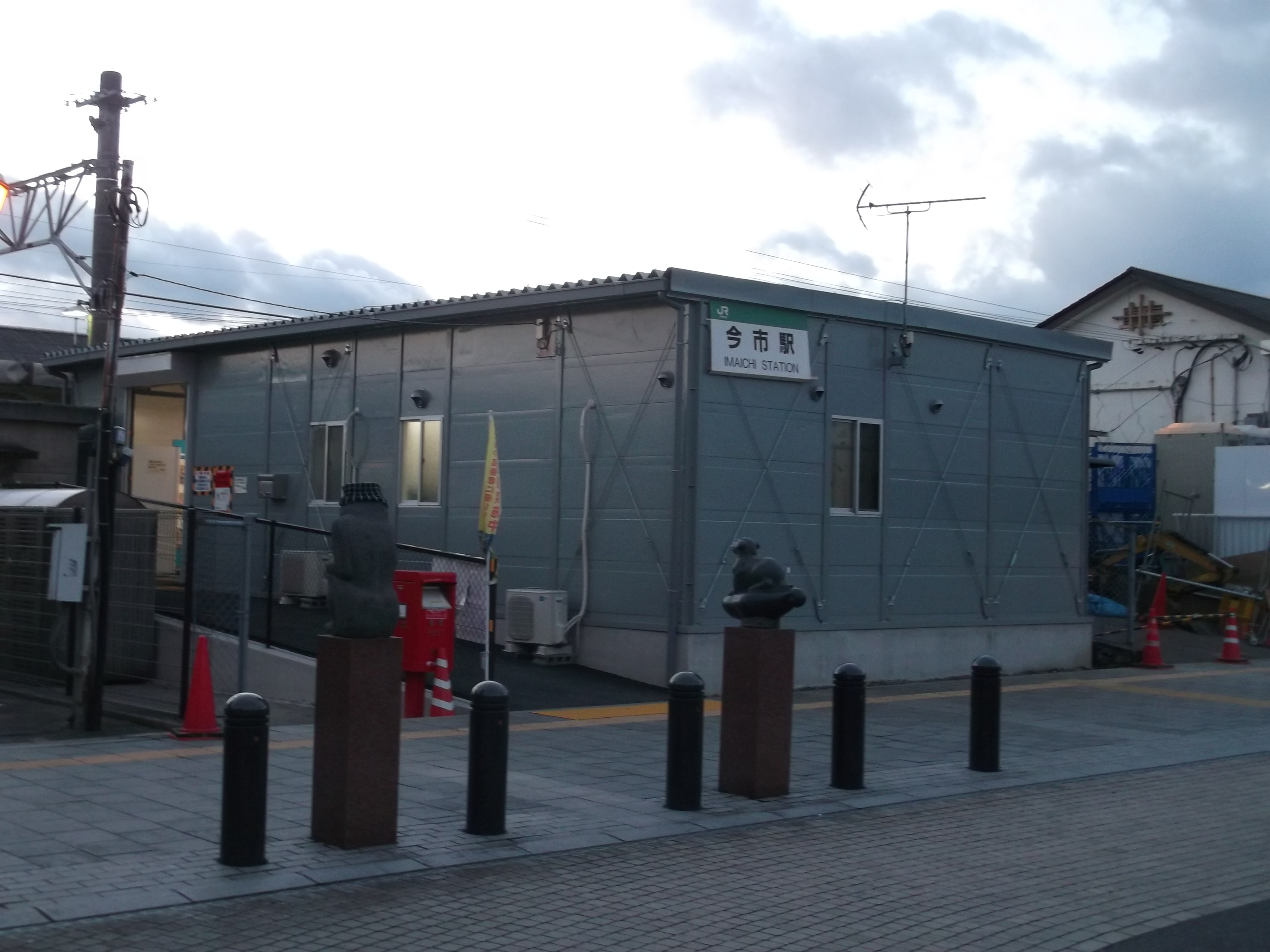
仮駅舎（2013年12月）
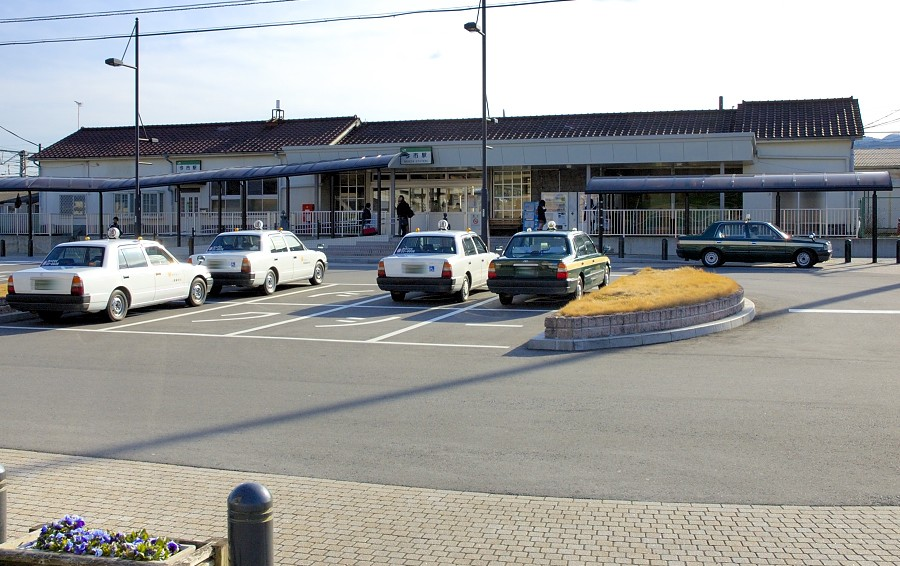
旧駅舎（2007年2月）

## 利用状況
JR東日本によると、2023年度（令和5年度）の1日平均乗車人員は931人である。
2000年度（平成12年度）以降の推移は以下のとおりである。
| 乗車人員推移       | 乗車人員推移     | 乗車人員推移    |
| 年度               | 1日平均 乗車人員 | 出典            |
| ------------------ | ---------------- | --------------- |
| 2000年（平成12年） | 1,581            | [ 利用客数 2 ]  |
| 2001年（平成13年） | 1,543            | [ 利用客数 3 ]  |
| 2002年（平成14年） | 1,545            | [ 利用客数 4 ]  |
| 2003年（平成15年） | 1,528            | [ 利用客数 5 ]  |
| 2004年（平成16年） | 1,474            | [ 利用客数 6 ]  |
| 2005年（平成17年） | 1,423            | [ 利用客数 7 ]  |
| 2006年（平成18年） | 1,340            | [ 利用客数 8 ]  |
| 2007年（平成19年） | 1,295            | [ 利用客数 9 ]  |
| 2008年（平成20年） | 1,278            | [ 利用客数 10 ] |
| 2009年（平成21年） | 1,241            | [ 利用客数 11 ] |
| 2010年（平成22年） | 1,233            | [ 利用客数 12 ] |
| 2011年（平成23年） | 1,163            | [ 利用客数 13 ] |
| 2012年（平成24年） | 1,170            | [ 利用客数 14 ] |
| 2013年（平成25年） | 1,187            | [ 利用客数 15 ] |
| 2014年（平成26年） | 1,116            | [ 利用客数 16 ] |
| 2015年（平成27年） | 1,149            | [ 利用客数 17 ] |
| 2016年（平成28年） | 1,113            | [ 利用客数 18 ] |
| 2017年（平成29年） | 1,165            | [ 利用客数 19 ] |
| 2018年（平成30年） | 1,161            | [ 利用客数 20 ] |
| 2019年（令和元年） | 1,170            | [ 利用客数 21 ] |
| 2020年（令和02年） | 917              | [ 利用客数 22 ] |
| 2021年（令和03年） | 930              | [ 利用客数 23 ] |
| 2022年（令和04年） | 916              | [ 利用客数 24 ] |
| 2023年（令和05年） | 931              | [ 利用客数 1 ]  |

## 駅周辺
- 栃木県道229号今市停車場線
- 栃木県道62号今市氏家線
- 国道119号（日光杉並木街道）
- 国道121号（日光例幣使街道、大桑バイパス）
- 栃木県道70号宇都宮今市線
- 日光宇都宮道路今市インターチェンジ
- 大谷川
- 赤堀川
- 田川
- 栃木県立今市高等学校
- 歴史民俗資料館
- 今市図書館
- 今市報徳二宮神社
- 東武（日光線・鬼怒川線）下今市駅（徒歩約10分ほど）
- 日光市役所 本庁舎（旧・今市市役所）
- 今市郵便局
- 道の駅日光「日光街道 ニコニコ本陣」
- 日光ランドマーク[6]
- 社団医療法人 明倫会 今市病院

## バス路線
「JR今市駅」停留所にて、以下の路線バスが発着する。
- 日光交通
  - 鬼怒川線：鬼怒川温泉駅 / 下今市駅・イオン今市・獨協医大日光医療センター
- 日光市営バス
  - 下今市線：JR日光駅 / 下今市駅
  - 小百線：穴沢 / 日光市役所前
  - 大渡線：大渡 / 日光市役所前
  - 温泉線：温泉保養センター / 日光市役所前
  - 下野大沢線：JR下野大沢駅 / 今市車庫
  - 小来川地区デマンドバス

## 隣の駅
東日本旅客鉄道（JR東日本）
■日光線
下野大沢駅 - 今市駅 - 日光駅

### 記事本文
1. 1 2 3  『週刊 JR全駅・全車両基地』 05号 上野駅・日光駅・下館駅ほか92駅、朝日新聞出版〈週刊朝日百科〉、2012年9月9日、29頁。
2. 1 2 3 4 5  石野哲（編）『停車場変遷大事典 国鉄・JR編 Ⅱ』（初版）JTB、1998年10月1日、469頁。ISBN 978-4-533-02980-6。
3. ↑  『2008年3月 Suicaがますます便利になります』（PDF）（プレスリリース）東日本旅客鉄道、2007年12月21日。オリジナルの2016年3月4日時点におけるアーカイブ。2020年5月29日閲覧。
4. ↑  “日光、烏山線6駅舎完成 JR東日本”.下野新聞(下野新聞社). (2014年3月14日)
5. ↑  『「本物の出会い 栃木」デスティネーションキャンペーンの開催について』（PDF）（プレスリリース）JRグループ、2018年2月14日。オリジナルの2020年5月30日時点におけるアーカイブ。2020年5月30日閲覧。
6. ↑  “今市店”.   ファッション市場サンキ. 2021年6月30日閲覧。

### 利用状況
1. 1 2  “各駅の乗車人員（2023年度）”.   東日本旅客鉄道. 2024年7月20日閲覧。
2. ↑  “各駅の乗車人員（2000年度）”.   東日本旅客鉄道. 2019年3月8日閲覧。
3. ↑  “各駅の乗車人員（2001年度）”.   東日本旅客鉄道. 2019年3月8日閲覧。
4. ↑  “各駅の乗車人員（2002年度）”.   東日本旅客鉄道. 2019年3月8日閲覧。
5. ↑  “各駅の乗車人員（2003年度）”.   東日本旅客鉄道. 2019年3月8日閲覧。
6. ↑  “各駅の乗車人員（2004年度）”.   東日本旅客鉄道. 2019年3月8日閲覧。
7. ↑  “各駅の乗車人員（2005年度）”.   東日本旅客鉄道. 2019年3月8日閲覧。
8. ↑  “各駅の乗車人員（2006年度）”.   東日本旅客鉄道. 2019年3月8日閲覧。
9. ↑  “各駅の乗車人員（2007年度）”.   東日本旅客鉄道. 2019年3月8日閲覧。
10. ↑  “各駅の乗車人員（2008年度）”.   東日本旅客鉄道. 2019年3月8日閲覧。
11. ↑  “各駅の乗車人員（2009年度）”.   東日本旅客鉄道. 2019年3月8日閲覧。
12. ↑  “各駅の乗車人員（2010年度）”.   東日本旅客鉄道. 2019年3月8日閲覧。
13. ↑  “各駅の乗車人員（2011年度）”.   東日本旅客鉄道. 2019年3月8日閲覧。
14. ↑  “各駅の乗車人員（2012年度）”.   東日本旅客鉄道. 2019年3月8日閲覧。
15. ↑  “各駅の乗車人員（2013年度）”.   東日本旅客鉄道. 2019年3月8日閲覧。
16. ↑  “各駅の乗車人員（2014年度）”.   東日本旅客鉄道. 2019年3月8日閲覧。
17. ↑  “各駅の乗車人員（2015年度）”.   東日本旅客鉄道. 2019年3月8日閲覧。
18. ↑  “各駅の乗車人員（2016年度）”.   東日本旅客鉄道. 2019年3月8日閲覧。
19. ↑  “各駅の乗車人員（2017年度）”.   東日本旅客鉄道. 2019年3月8日閲覧。
20. ↑  “各駅の乗車人員（2018年度）”.   東日本旅客鉄道. 2019年7月21日閲覧。
21. ↑  “各駅の乗車人員（2019年度）”.   東日本旅客鉄道. 2020年7月18日閲覧。
22. ↑  “各駅の乗車人員（2020年度）”.   東日本旅客鉄道. 2021年7月28日閲覧。
23. ↑  “各駅の乗車人員（2021年度）”.   東日本旅客鉄道. 2022年8月12日閲覧。
24. ↑  “各駅の乗車人員（2022年度）”.   東日本旅客鉄道. 2023年7月9日閲覧。